# 席上珍 (嘉靖壬戌進士)
席上珍（1528年—？），字待聘，陝西漢中府南鄭縣人，民籍，明朝政治人物。

## 生平
嘉靖三十七年（1558年）戊午科陝西鄉試第二十七名舉人。嘉靖四十一年（1562年）中式壬戌科會試第八十九名，三甲第一百零八名進士。初授成都府華陽縣知縣，隆庆间任直隸永平府知府。

## 家族
曾祖席浩；祖父席孟華；父席和，母陳氏。永感下。